# María Cristina Verde Rodarte
María Cristina Verde Rodarte (México, Ciudad de México, 15 de febrero de 1950) es una científica, ingeniera e investigadora que ha hecho diversos aportes al área de sistemas de redes de distribución hidráulica en la industria. Ha sido reconocida por diversas Instituciones a nivel nacional por su trayectoria y contribuciones; en 2005 recibió el premio Sor Juana Inés de la Cruz, que otorga la UNAM a las investigadoras más reconocidas del país.

## Trayectoria
Se graduó de la licenciatura en Ingeniería en Comunicaciones y Electrónica en la Escuela Superior de Ingeniería Mecánica y Eléctrica (ESIME) del Instituto Politécnico Nacional (IPN) en el año de 1973. Posteriormente en 1974 obtuvo el grado de maestría en Ingeniería Eléctrica, en el Centro de Investigación y de Estudios Avanzados (CINVESTAV) de la misma institución. Más adelante realizó el doctorado en Ingeniería Electrotécnica en la Universidad de Duisburgo, Alemania, con su tesis en Reducción de Sensibilidad con Reguladores Óptimos Lineales. Después, en la Universidad de Glasgow, Escocia, hizo una estancia posdoctoral entre 1990 y 1991, especializada en Problemas de Robustez en el Control de Helicópteros.
Realizó diversas estancias de investigación en universidades a nivel nacional e internacional. 
- Educación en el Área de Control Automático, 1997, en el Laboratorio de Control de Ingeniería Mecánica, Universidad Técnica de Viena, Austria.
- Apoyo a las líneas de investigación de la UACJ, 1998, en la UA de Ciudad Juárez, México.
- En el Laboratorio de Automática de Grenoble, Universidad de Grenoble, Francia, en conjunto con la Dra. Sylviane Gentil: 
  - Herramientas de Reconfiguración y Supervisión para Operadores de Procesos Industriales, 2000
  - Estancia de investigación en el Laboratorio de Automática de Grenoble, 2002-2003
  - Control de Centrales de Ciclo Combinado, INPG, Laboratorio de Automática, 2006,
  - Diseño del libro Diagnóstico de Fallas en Sistemas Dinámicos, 2010
- Formular el problema de control activo tolerante a fallas, 2008, en conjunto con el Prof. Shankar Bhattacharyya, en el Departamento de Ingeniería Eléctrica y Computación, Texas A&M University
- Asesoría en el proyecto de diagnóstico de fugas en ductos, 2011, con la Dra. Ofelia Begovich, IPN, CINVESTAV‑IPN Guadalajara, México[2]

Desde 1987 es parte de la Academia de Ingeniería de la UNAM, donde ha ocupado el puesto de Secretaria General tres veces. Ha participado como coautora de más de 67 libros y artículos científicos, al igual que como invitada a contribuir en más de 190 congresos internacionales y nacionales en su área de estudio.
Pertenece a la Academia de Ciencias desde 1997 y de 1998 al 2000 participó en el Comité de Premiación del Área de Desarrollo Tecnológico. Fue coordinadora de Posgrado en Ciencias e Ingeniería en Computación de la UNAM en el periodo de 2001 a 2003. Desde 2002 hasta 2006 fue integrante del Foro Consultivo Científico y Tecnológico, órgano que se especializa en la consulta de ciencia y el desarrollo de la tecnología de CONACYT.

## Línea de investigación y aportaciones científicas
Se ha especializado en el estudio tecnológico en sistemas de diagnóstico de fugas, en particular, aborda problemas de seguridad y confiabilidad de sistemas complejos de redes, como transportación de fluidos y plantas industriales, con un enfoque de sistemas dinámicos de control automático. En 2011, el grupo de investigación dirigido por Verde Rodarte, se convirtió en el segundo con este tipo de tecnología en Latinoamérica, seguido por Petro-Bas.
Siguiendo con sus estudios, en 2018 creó, en el Instituto de Ingeniería de la UNAM, un algoritmo para optimizar el proceso de diagnóstico de fallas para procesos dinámicos, al igual que tener un control tolerante a este tipo de fallas y finalmente tener una localización automática de fugas en ductos. Este algoritmo ha comprobado ser útil en diversas industrias como en PEMEX en los sistemas de transporte de fluidos a nivel Nacional.

## Reconocimientos
- En 2005 la UNAM le otorgó el premio Sor Juana Inés de la Cruz, por sus contribuciones como investigadora y académica dentro y fuera de la institución.
- En 2014 CONACYT-UNAM la reconoció con el título de Cátedra Investigador CONACYT por su trabajo en el Diagnóstico automático en redes de transportación de hidrocarburos.[2]